# Dendrobium lanceolatum
Dendrobium lanceolatum är en orkidéart som beskrevs av Charles Gaudichaud-Beaupré. Dendrobium lanceolatum ingår i släktet Dendrobium, och familjen orkidéer.
Artens utbredningsområde är Moluckerna. Inga underarter finns listade i Catalogue of Life.